# Giuditta di Baviera
Giuditta di Baviera o Giuditta dei Guelfi (800/805 – Tours, 19 aprile 843) fu, come seconda moglie di Ludovico il Pio, Imperatrice del Sacro Romano Impero e Regina dei Franchi dall'819 all'840.

## Origine
Era figlia di Guelfo I (?-824/5), conte di Altdorf e di Edvige di Sassonia.

## Biografia
Secondo Thegano di Treviri, il monaco franco della prima metà del IX secolo, nel febbraio dell'819, Giuditta, definita molto bella, figlia del duca, Guelfo, esponente di una nobilissima famiglia di Bavari e di Edvige, di nobilissima stirpe sassone, sposò Ludovico il Pio ad Aquisgrana, divenendo imperatrice d'Occidente e regina dei Franchi. Il matrimonio è ricordato anche nella Vita Hludowici Imperatoris, dove il padre è citato come il nobilissimo conte Guelfo, e negli Annales Xantenses.
Lottò con tutte le sue forze affinché il figlio Carlo avesse una parte dell'eredità paterna. Ciò la portò ad inimicarsi con i tre figli di primo letto di Ludovico, Lotario, Pipino e Ludovico (che il monarca aveva avuto con Ermengarda).
Nell'827 sua sorella Emma di Baviera (ca. 815-876) sposò Ludovico il Germanico, re di Baviera, figliastro di Giuditta.
Nell'agosto dell'829 il conte di Tolosa, Bernardo di Settimania, insignito del titolo di ciambellano, fu chiamato a corte a sostituire il nuovo re d'Italia, Lotario I, nella custodia del figlio di Giuditta, il figlio minore di Ludovico il Pio, Carlo.
Secondo il cronista Thegano, i numerosi nemici (Wala e tutti i collaboratori del co-imperatore Lotario in testa) non tardarono a mettere in giro la falsa voce che Bernardo fosse divenuto l'amante dell'imperatrice, Giuditta.
Nell'830, secondo la Vita Hludowici Imperatoris, il re di Aquitania, Pipino I (797-838), figlio di Ludovico il Pio, per vendicare lo sgarbo fatto al padre si apprestò a marciare contro l'imperatore per punire la matrigna ed uccidere Bernardo, mentre, secondo gli Annales Bertiniani,  l'imperatore con Bernardo, lasciata Aquisgrana, stavano avanzando verso la Bretagna, per riunirsi a Parigi, con il resto dell'esercito, per una spedizione contro i Bretoni riottosi a riconoscere l'autorità dell'imperatore. Pipino I di Aquitania si ribellò al padre e con il fratello Lotario I, proveniente dall'Italia, si avviarono verso Parigi per scalzare Ludovico il Pio ed uccidere Bernardo. Bernardo sentendosi seriamente minacciato, si trovò costretto a fuggire e ritornare nei suoi domini, a Barcellona ed in Settimania, mentre Giuditta, sempre in quell'anno, dopo che i figliastri avevano avuto il sopravvento, fu imprigionata nel convento Santa Croce di Poitiers, con l'accusa di adulterio con Bernardo di Settimania ed i suoi fratelli, Corrado e Rodolfo, furono tonsurati e chiusi in un monastero, in quanto, con Bernardo di Settimania ciambellano, avevano fatto rapida carriera a corte.
Nell'831, dopo che suo marito l'imperatore, a febbraio, aveva trionfato nella dieta di Aquisgrana, Giuditta riacquistò la libertà, rientrando a corte.
Nell'833 i tre figliastri di Giuditta, Lotario I e i fratelli Pipino I e Ludovico II il Germanico, con l'assistenza dell'arcivescovo di Reims, Ebbo, deposero il padre e proclamarono imperatore Lotario, dividendosi il regno in tre parti; Giuditta fu esiliata a Tortona, regno d'Italia di cui era re il figliastro Lotario I.
Subito però si manifestarono dissapori tra i fratelli e Pipino e Ludovico il Germanico si riaccostarono al padre, il deposto imperatore, Ludovico, e il primo di marzo dell'834 Ludovico il Pio fu reintegrato sul trono imperiale e Giuditta, nel mese di aprile, poté rientrare a corte, con il figlio Carlo, dopo l'esilio.
Nell'840, alla morte del marito, il figlio Carlo ricevette il titolo di re dei Franchi occidentali e re d'Aquitania.
Giuditta, dopo essersi ritirata nella città di Tours, morì nell'843.

## Discendenza
Giuditta diede due (forse tre) figli a Ludovico il Pio:
- Gisella (820-876), sposò nell'836 il marchese del Friuli, Eberardo (?-866).
- Carlo II (detto il Calvo) (823-877), futuro re dei Franchi, re d'Italia ed imperatore.
- Una eventuale figlia di cui si hanno frammentarie notizie; il fratello, Carlo concordò il suo matrimonio con un esponente della famiglia Udalrichinger.

## Ascendenza
|                     |                     |          | Genitori              |  |  | Nonni |  |  | Bisnonni |  |  | Trisnonni |  |
|                     |                     |          |                       |  |  |       |  |  | …        |  |  | …         |  |
|                     |                     |          |                       |  |  |       |  |  | …        |  |  | …         |  |
|                     |                     | …        |                       |  |  |       |  |  | …        |  |  |           |  |
| Ruthard             |                     |          |                       |  |  |       |  |  | …        |  |  |           |  |
|                     |                     | …        | …                     |  |  |       |  |  |          |  |  |           |  |
|                     |                     | …        | …                     |  |  |       |  |  |          |  |  |           |  |
|                     |                     | …        | …                     |  |  |       |  |  |          |  |  |           |  |
| Guelfo I            |                     | …        |                       |  |  |       |  |  |          |  |  |           |  |
|                     |                     | …        | …                     |  |  |       |  |  |          |  |  |           |  |
|                     |                     | …        | …                     |  |  |       |  |  |          |  |  |           |  |
|                     |                     | …        | …                     |  |  |       |  |  |          |  |  |           |  |
| …                   |                     | …        |                       |  |  |       |  |  |          |  |  |           |  |
|                     |                     | …        | …                     |  |  |       |  |  |          |  |  |           |  |
|                     |                     | …        | …                     |  |  |       |  |  |          |  |  |           |  |
|                     |                     | …        | …                     |  |  |       |  |  |          |  |  |           |  |
| Giuditta di Baviera |                     | …        |                       |  |  |       |  |  |          |  |  |           |  |
|                     | Guerino di Turgovia | …        |                       |  |  |       |  |  |          |  |  |           |  |
|                     | Guerino di Turgovia | …        |                       |  |  |       |  |  |          |  |  |           |  |
|                     | Guerino di Turgovia | …        |                       |  |  |       |  |  |          |  |  |           |  |
| Isanbard            | Guerino di Turgovia |          |                       |  |  |       |  |  |          |  |  |           |  |
|                     |                     | Adelinde | Ildeprando di Spoleto |  |  |       |  |  |          |  |  |           |  |
|                     |                     | Adelinde | Ildeprando di Spoleto |  |  |       |  |  |          |  |  |           |  |
|                     |                     | Adelinde | Segarde di Spoleto    |  |  |       |  |  |          |  |  |           |  |
| Edvige di Baviera   |                     | Adelinde |                       |  |  |       |  |  |          |  |  |           |  |
|                     |                     | …        | …                     |  |  |       |  |  |          |  |  |           |  |
|                     |                     | …        | …                     |  |  |       |  |  |          |  |  |           |  |
|                     |                     | …        | …                     |  |  |       |  |  |          |  |  |           |  |
| Thiedrada           |                     | …        |                       |  |  |       |  |  |          |  |  |           |  |
|                     |                     | …        | …                     |  |  |       |  |  |          |  |  |           |  |
|                     |                     | …        | …                     |  |  |       |  |  |          |  |  |           |  |
|                     |                     | …        | …                     |  |  |       |  |  |          |  |  |           |  |
|                     |                     | …        |                       |  |  |       |  |  |          |  |  |           |  |

### Fonti primarie
- (LA)  Monumenta Germanica Historica, tomus II.
- (LA)  Monumenta Germanica Historica, tomus I.
- (LA)  Annales Bertiniani.
- (LA)  Nithardus, Historiae.

### Letteratura storiografica
- René Poupardin, Ludovico il Pio, in Storia del mondo medievale, vol. II, 1979, pp. 558–582
- René Poupardin, I regni carolingi (840-918), in Storia del mondo medievale, vol. II, 1979, pp. 583–635